# Stenocereus kerberi
Stenocereus kerberi ist eine Pflanzenart aus der Gattung Stenocereus in der Familie der Kakteengewächse (Cactaceae). Das Artepitheton kerberi ehrt Edmund Kerber, der in Mexiko Kakteen sammelte und nach Berlin schickte.

## Beschreibung
Stenocereus kerberi wächst säulenförmig mit zahlreichen verzweigten Trieben und erreicht Wuchshöhen von 2 bis 3 Meter. Häufig werden dichte Büsche gebildet. Die im Querschnitt deutlich kantigen Triebe weisen Durchmesser von 3 bis 8 Zentimeter auf. Es sind vier gekerbte Rippen vorhanden, die mehr oder weniger deutlich in Höcker gegliedert sind. Die ein bis vier gräulichen Mitteldornen sind 4 bis 5 Zentimeter lang. Die zehn bis 16 ausstrahlenden Randdornen sind ebenfalls gräulich. Sie weisen eine Länge von 1 bis 2 Zentimeter auf.
Die schlank trichterförmigen, tief rosafarbenen Blüten öffnen sich am Tag und sind 10 bis 12 Zentimeter lang. Die kugelförmigen, roten Früchte erreichen einen Durchmesser von bis zu 2,5 Zentimeter und besitzen einen ausdauernden Blütenrest.

## Verbreitung, Systematik und Gefährdung
Stenocereus kerberi ist in den mexikanischen Bundesstaaten Colima, Jalisco, Nayarit und Sinaloa in Höhenlagen von 0 bis 800 m verbreitet.
Die Erstbeschreibung als Cereus kerberi erfolgte 1897 durch Karl Moritz Schumann. Arthur Charles Gibson und Karl E. Horak stellten die Art 1979 in die Gattung Stenocereus. Weitere nomenklatorische Synonyme sind Cleistocactus kerberi (K.Schum.) Rol.-Goss. (1904) und Rathbunia kerberi (K.Schum.) Britton & Rose (1909).
In der Roten Liste gefährdeter Arten der IUCN wird die Art als „Least Concern (LC)“, d. h. als nicht gefährdet geführt.

## Nachweise